# Vladimir Ristivojević
Vladimir Ristivojević (Loznica, 1953 — Beograd, 2024) bio je srpski umetnik, slikar i grafičar.

## Biografija
Diplomirao klasičnu grafiku na Akademiji Likovnih Umetnosti u Sarajevu 1979. Od 1988 – 1992. bio je član Hrvatskog društva likovnih umjetnika u Splitu i ZUH –a Zagreb ( Zajednica umjetnika Hrvatske ). Član je ULUS –a od 1984.godine u statusu samostalnog umetnika.
Izlaže od 1984. godine u zemlji i inostranstvu, samostalno na petnaest izložbi ( Loznica, Split, Valvijk, Beograd, Požarevac, Skoplje, Kragujevac, Novi Sad...) i kolektivno na više od stopedeset najznačajnijih izložbi u Beogradu i šire: Oktobarski saloni, Prolećne izložbe, Bijenala crteža i male plastike, Jesenje izložbe, Bijenala grafike, izložbe grafika Beogradskog kruga, Majske izložbe grafika...U inostranstvu na najznačajnijim internacionalnim Bijenalima i Trijenalima grafike u Dablinu, Splitu, Zagrebu, Mariboru, Kvebeku, Sofiji, Varni, Krakovu, Tokiju, Osaki...
Bavi se grafikom, slikarstvom ( minimalizam , monohromi ...)i crtežom. Istražuje mogućnosti crne boje (The Other Side of Black) i refleksije svetla na oslikanim površinama koristeći različite planove unutar jednog rada, preispitujući, u suprostavljanju i preklapanju geometrijskih oblika na tamnoj površini, uzajamnu dejstvenost svetla, boje, geometrijskog oblika i ritma.
Osnivač i član Art grupe Black & White Serbia,i suosnivač i član nove Art grupe ART ZUM iz Beograda.
Živeo je i radio u Beogradu i Splitu.

## Spoljašnje veze
- Ukratko o umetniku